# Pseudocordylus microlepidotus
Pseudocordylus microlepidotus — вид ящірок родини поясохвостів (Cordylidae). Ендемік Південно-Африканської Республіки.

## Підвиди
Виділяють три підвиди:
- Pseudocordylus microlepidotus microlepidotus (Cuvier, 1829);
- Pseudocordylus microlepidotus fasciatus (Smith, 1838);
- Pseudocordylus microlepidotus namaquensis Hewitt, 1927.

## Поширення і екологія
Pseudocordylus microlepidotus мешкають в Капських горах та інших горах Великого Уступу на півдні ПАР. Вони живуть в чагарникових заростях фінбошу, на високогірних луках та серед скель, на висоті від 20 до 1920 м над рівнем моря.